# Prapetno Brdo
Prapetno Brdo je naselje v Občini Tolmin.